# Buscando a Eric
Buscando a Eric (título original en inglés Looking for Eric) es una película británica escrita por Paul Laverty y dirigida por Ken Loach. Entre los actores se encuentran algunas celebridades como el exjugador profesional de fútbol Éric Cantona y el exbajista de The Fall Steve Evets como Eric Bishop. La cinta recibió el Premio del Jurado Ecuménico en el Festival de Cannes 2009.
El director Ken Loach dijo acerca de la película, "Queríamos refutar la idea de que las celebridades son más que humanos. Y queríamos hacer una película que disfrutase de lo que usted y yo llamaríamos solidaridad, pero que otros llamarían apoyo de tus amigos de verdad, y de la vieja idea de que somos más fuertes como equipo que como individuos."

## Argumento
Eric Bishop es un cartero fan del fútbol cuya vida está en crisis. Vive en Mánchester con sus dos hijastros, hijos de su segunda mujer, que lo abandonó. La vida en esa casa es caótica. Cuidando a su nieta entabla contacto con su exmujer, Lily, a la que abandonó tras el nacimiento de su hija. Al mismo tiempo, su hijastro Ryan está escondiendo un arma bajo el suelo de su habitación para un gánster. En esos momentos Eric llega a plantearse el suicidio. Pero después de una corta sesión de meditación con sus compañeros de trabajo, recibe visitas como alucinaciones de su héroe del fútbol, el famoso Éric Cantona, que le da consejo. Su relación con Lily mejora considerablemente. Bishop encuentra la pistola y se enfrenta a su hijo. Ryan admite su relación con los gánsteres, y Bishop les intenta devolver la pistola. Se ve obligado a dejarlo estar cuando introducen un rottweiler en el coche en el que venía para amenazarle. Entonces el mafioso cuelga el vídeo de la humillación de Bishop en YouTube. Después la familia entera es arrestada por la policía en una redada a la casa por un chivatazo, pero no consiguen encontrar la pistola. Éric Cantona recomienda a Bishop hablar con sus amigos y 'sorprenderse' a sí mismo. Bishop y sus compañeros organizan la 'Operación Cantona', introduciendo tres autobuses de fanes del Manchester United ataviados con máscaras de Éric Cantona en la casa del mafioso y humillándolo a él y a los suyos, amenazando con publicar el vídeo de la operación en Youtube si no les dejan en paz. La película termina con la graduación de la hija de Eric Bishop, donde la familia y los amigos se reencuentran.

## Reparto
- Steve Evets como Eric Bishop.
- Éric Cantona como él mismo.
- Stephanie Bishop como Lily.
- Gerard Kearns como Ryan.
- Stefan Gumbs como Jess.
- Lucy-Jo Hudson como Sam.
- Cole y Dylan Williams como Daisy.
- Matthew McNulty como Eric de joven.
- Laura Ainsworth como Lily de joven.
- Maxton G. Beesley como Padre de Eric.
- Kelly Bowland como Novia de Ryan.
- Julie Brown como Enfermera.
- John Henshaw como Meatballs.
- Justin Moorhouse como Spleen.
- Des Sharples como Jack.
- Greg Cook como Monk.
- Mick Ferry como Judge.
- Smug Roberts como Smug.
- Johnny Travis como Travis.
- Steve Marsh como Zac.
- Cleveland Campbell como Buzz.
- Ryan Pope como Fenner.

## Recepción
Actualmente posee un 85% de calificación en Rotten Tomatoes.